# اللغة الدومرية
اللغة الدومريّة هي لغة غجر الشرق الأوسط يتحدث بها شعب الدوم. اللغة الدومرية تنتسب للغات الهندية-آرية أي بمعنى أن منشأها هو الهند. كباقي اللغات الهندية-آرية تنتسب اللغة الدومرية للغات الهندية-إيرانية والتي بدورها تنتسب للغات الهندية-أوروبية.

## الأصل اللغوي
تشترك اللغة الدومرية في أصلها مع اللغة الرومنية، وهي لغة غجر أوروبا. ومن أقرب اللغات الهندية التي تُستخدم حالياً في الهند إلى اللغة الدومرية هي اللغة الراجستانية، والجوجاراتية، والبهيلية.
تشكلت اللغة الدومرية في الهند وتحديدًا في منطقة راجستان، وتشير الأبحاث إلى أن شعب الدومر ينحدرون في الأصل من شعب راجبوتي. اللغة الدومرية هي إحدى اللغات الهندية التي لا تُستخدم في الهند بل خارجها، والسبب في ذلك هو أن شعب الدومر هاجروا من الهند وجنوب آسيا بين القرن السادس والحادي عشر الميلادي باتجاه الشرق الأوسط.

## تأثيرات اللغات الأخرى عليها
اللغة الدومرية هي لغة تتأثر بلغات الدول التي يعيش بها الدوم لفترة من الزمن، ولذلك نرى أن هناك مفردات فارسية وتركية وصينية وكردية وعربية في اللغة الدومرية. هناك من يدعي أن اللغة الدومرية هي لغة تشكلت من عدة لغات، وهذا الادعاء سببه كثرة المفردات المستعارة من اللغات الأخيرة. بل الصحيح أن اللغة الدومرية هي لغة مثلها كمثل باقي لغات العالم، لديها أصل معروف وهي الهندية كما تشير الأبحاث اللغوية.
أمثلة على المفردات المستعارة من اللغات الأخرى في اللغة الدومرية:
گردان: من الفارسية، گردنبند (سلسال/طوَّق)
پارچهـ: من التركية، Parçalar (قِطع)
دونگ: من الصينية، 冬季 «دونگجي» (شتاء/صقيع)
ڤآنيشت: من الكردية، بانيشت (علك/لبان)
لون: من العربية، ألوان

## اللهجات
هناك الكثير من اللهجات في اللغة الدومرية حسب أماكن تواجد الدوم وحسب تسمية باقي الشعوب لهم:
- اللهجة النورية: في سوريا ولبنان والأردن وفلسطين ومصر.
- اللهجة القرباطية: في سوريا وتركيا وإيران.
- اللهجة الغازية: في مصر
- اللهجة الكراچية: في تركيا وإيران

بعض اللهجات حتى ولو كان لديهم نفس الاسم مثلا اللهجة القرباطية، قد لا تكون مفهومة من بعض القرباط الآخرين مثلا: لهجة قرباط سوريا قد تكون لهجتهم مختلفة قليلا عن قرباط تركيا بسبب تأثير اللغة العربية ولفظها على قرباط سوريا وتأثير اللغة التركية ولفظها على قرباط تركيا.

## المقارنة مع الرومنية
كان يُعتقد أن الدومارية هي "اللغة الشقيقة" للغة الرومنية، واللغتان اللتان انفصلتا بعد رحيلهما من شبه القارة الهندية، لكن الأبحاث الحديثة تشير إلى أن الاختلافات بينهما مهمة بما يكفي لتعاملهما كلغتين منفصلتين داخل مجموعة اللغات الهندوستانية. من المرجح أن يكون الدوم والروم من نسل موجتين مختلفتين من الهجرة خارج الهند، ويفصل بينهما عدة قرون.
ومع ذلك، هناك أوجه تشابه ملحوظة بين اللغتين تتجاوز الأصل المشترك من المنطقة الهندية الوسطى، مما يشير إلى فترة من التاريخ المشترك بينهما كمجموعات متنقلة في غرب آسيا. وتشمل هذه الأوجه المشتركة آثارًا لغوية فقدت في اللغات الهندية-آرية الوسطى على مدى الألفية منذ الهجرة الدومانية/الرومانية، وسلسلة من الابتكارات التي تربطهما مع مجموعة المنطقة الشمالية الغربية، مما يدل على مسار هجرتهما خارج الهند. وأخيرًا، تشمل هذه الأوجه المشتركة عددًا من التغييرات النحوية الجذرية بسبب التأثير الفوقي للغات الشرق الأوسط، بما في ذلك الفارسية والعربية والبيزنطية اليونانية.

## لغة كتابية
اللغة الدومرية تفتقد للغة كتابية، أي بمعنى أنه لم يكن يوجد أحرف مخصصة لكتابة اللغة الدومرية بعد مغادرة الدوم الهند قديماً. ولكن عالم اللغات Yaron Matras / يارون ماتراس، خصص حروف للغة الدومرية من الحروف اللاتينية مع بعض الحركات لسهولة نطق بعض مخارج حروف اللغة الدومرية مثل ترقيق حرف الألف Āā في كتابه A Grammar of Domari.
بعض الدوم في البلدان العربية يستخدمون الحروف العربية بين بعضهم.

## الأرقام
| رقم | دومرية    | رومنية   | هندية |
| --- | --------- | -------- | ----- |
| 1   | Yeka/yoka | Ekh/jekh | Ek    |
| 2   | Di        | Duj      | Do    |
| 3   | Teren     | Trin     | Tīn   |
| 4   | Štār      | Štar     | Cār   |
| 5   | Pānj      | Pandž    | Pāc   |
| 6   | Šeš       | Šov      | Chah  |
| 7   | Hāwt      | Ifta     | Sāt   |
| 8   | Hāšt      | Oxto     | Āth   |
| 9   | Nã        | Inja     | Nau   |
| 10  | Dāz       | Deš      | Das   |
| 20  | Vis       | Biš      | Bis   |
| 100 | Sad       | Šel      | Sau   |

## الحالة
اللغة الدومرية تستخدم بين الدوم على نطاق واسع، ولكن في القدس/فلسطين كادت هذه اللغة أن تنقرض بسبب تخلي دوم القدس عن عاداتهم وثقافتهم المتنقلة إلى الاستقرار. و لذلك جيل الـ 1940 قد لا يتكلم الدومرية بطلاقة بسبب استيعاب الأطفال من الدوم في مدارس اللغة العربية. أي أن اللغة العربية حلت مكان اللغة الدومرية عند الجيل الجديد من دوم القدس.
تشير التقديرات إلى أن هناك حوالي 600-900 فرد من الدوم في القدس، وأن أقل من 10 ٪ منهم يستطيعون التواصل بشكل فعال باللغة الدومرية.
تشير التقديرات أن الأكثرية ممن يستطيعون التحدث بالدومرية في القدس هم من كبار السن.
وأما حالة اللغة الدومرية في البلدان الأخرى مثل سوريا خصوصاً في محافظة حلب منتشرة جداً بين جميع أفراد الدوم من الكبار والصغار.